# Gisella Agnese di Anhalt-Köthen
Gisella Agnese di Anhalt-Köthen (Köthen, 21 settembre 1722 – Dessau, 20 aprile 1751) era l'unica figlia sopravvissuta del principe Leopoldo di Anhalt-Köthen (1694–1728), e della sua prima moglie, la principessa Federica Enrichetta di Anhalt-Bernburg (1702–1723), figlia del principe Carlo Federico di Anhalt-Bernburg.

## Biografia
Essendo il padre rimasto senza un erede maschio, alla sua morte gli succedette il fratello, il principe Augusto Luigi di Anhalt-Köthen. Gisella Agnese fece però valere i suoi diritti allodiali, e per soddisfarli giunse a ricorrere alla suprema corte imperiale. Con la mediazione del principe Giovanni Augusto di Anhalt-Zerbst si giunse infine ad un accordo, in virtù del quale ottenne, a titolo di risarcimento, la somma di 100.000 talleri, al suo matrimonio una pensione annua, la pistola e la collezione di monete del padre. Al momento delle nozze, ricevette inoltre una somma di 32.000 talleri, ricavati dai possidementi paterni a Prosigk, Klepzig e Köthen.
Il 25 maggio 1737 sposò a Bernburg suo cugino, il principe Leopoldo II di Anhalt-Dessau (1700–1751) e la loro unione venne descritta come molto felice: il marito morì pochi mesi dopo la sua prematura scomparsa. Venne sepolta nella Marienkirche di Dessau.

## Figli
- Leopoldo (1740 – 1817), che succedette al padre nella titolarità del ducato con il nome di Leopoldo III
- Luisa (1742 – 1743)
- Agnese (1744 – 1799)
- Giovanni Giorgio (1748 – 1811)
- Maria Leopoldina (1749 – 1769)
- Casimira (1749 – 1778)
- Alberto (1750 – 1811)

## Ascendenza
|                                           |                                        |                                                     | Genitori                                            |  |  | Nonni |  |  | Bisnonni                      |  |  | Trisnonni                      |  |
|                                           |                                        |                                                     |                                                     |  |  |       |  |  | 8. Emmanuele di Anhalt-Köthen |  |  | 16. Augusto di Anhalt-Plötzkau |  |
|                                           |                                        |                                                     |                                                     |  |  |       |  |  | 8. Emmanuele di Anhalt-Köthen |  |  | 16. Augusto di Anhalt-Plötzkau |  |
|                                           |                                        | 17. Sibilla di Solms-Laubach                        |                                                     |  |  |       |  |  | 8. Emmanuele di Anhalt-Köthen |  |  |                                |  |
| 4. Emmanuele Lebrecht di Anhalt-Köthen    |                                        |                                                     |                                                     |  |  |       |  |  | 8. Emmanuele di Anhalt-Köthen |  |  |                                |  |
|                                           |                                        | 9. Anna Eleonora di Stolberg-Wernigerode            | 18. Enrico Ernesto di Stolberg-Wernigerode          |  |  |       |  |  |                               |  |  |                                |  |
|                                           |                                        | 9. Anna Eleonora di Stolberg-Wernigerode            | 18. Enrico Ernesto di Stolberg-Wernigerode          |  |  |       |  |  |                               |  |  |                                |  |
|                                           |                                        | 9. Anna Eleonora di Stolberg-Wernigerode            | 19. Anna Elisabeth di Stolberg                      |  |  |       |  |  |                               |  |  |                                |  |
| 2. Leopoldo di Anhalt-Köthen              |                                        | 9. Anna Eleonora di Stolberg-Wernigerode            |                                                     |  |  |       |  |  |                               |  |  |                                |  |
|                                           |                                        | 10. Balthasar Guglielmo di Rath                     | 20. Guglielmo di Rath                               |  |  |       |  |  |                               |  |  |                                |  |
|                                           |                                        | 10. Balthasar Guglielmo di Rath                     | 20. Guglielmo di Rath                               |  |  |       |  |  |                               |  |  |                                |  |
|                                           |                                        | 10. Balthasar Guglielmo di Rath                     | 21. Dorotea di Hackeborn                            |  |  |       |  |  |                               |  |  |                                |  |
| 5. Gisella Agnese von Rath                |                                        | 10. Balthasar Guglielmo di Rath                     |                                                     |  |  |       |  |  |                               |  |  |                                |  |
|                                           |                                        | 11. Maddalena Dorotea di Wuthenau                   | 22. Enrico di Wuthenau                              |  |  |       |  |  |                               |  |  |                                |  |
|                                           |                                        | 11. Maddalena Dorotea di Wuthenau                   | 22. Enrico di Wuthenau                              |  |  |       |  |  |                               |  |  |                                |  |
|                                           |                                        | 11. Maddalena Dorotea di Wuthenau                   | 23. Sofia di Bindauf                                |  |  |       |  |  |                               |  |  |                                |  |
| 1. Gisella Agnese di Anhalt-Köthen        |                                        | 11. Maddalena Dorotea di Wuthenau                   |                                                     |  |  |       |  |  |                               |  |  |                                |  |
|                                           | 12. Vittorio Amedeo di Anhalt-Bernburg | 24. Cristiano II di Anhalt-Bernburg                 |                                                     |  |  |       |  |  |                               |  |  |                                |  |
|                                           | 12. Vittorio Amedeo di Anhalt-Bernburg | 24. Cristiano II di Anhalt-Bernburg                 |                                                     |  |  |       |  |  |                               |  |  |                                |  |
|                                           | 12. Vittorio Amedeo di Anhalt-Bernburg | 25. Eleonora Sofia di Schleswig-Holstein-Sonderburg |                                                     |  |  |       |  |  |                               |  |  |                                |  |
| 6. Carlo Federico di Anhalt-Bernburg      | 12. Vittorio Amedeo di Anhalt-Bernburg |                                                     |                                                     |  |  |       |  |  |                               |  |  |                                |  |
|                                           |                                        | 13. Elisabetta del Palatinato-Zweibrücken-Veldenz   | 26. Federico del Palatinato-Zweibrücken-Veldenz     |  |  |       |  |  |                               |  |  |                                |  |
|                                           |                                        | 13. Elisabetta del Palatinato-Zweibrücken-Veldenz   | 26. Federico del Palatinato-Zweibrücken-Veldenz     |  |  |       |  |  |                               |  |  |                                |  |
|                                           |                                        | 13. Elisabetta del Palatinato-Zweibrücken-Veldenz   | 27. Anna Giuliana di Nassau-Saarbrücken             |  |  |       |  |  |                               |  |  |                                |  |
| 3. Federica Enrichetta di Anhalt-Bernburg |                                        | 13. Elisabetta del Palatinato-Zweibrücken-Veldenz   |                                                     |  |  |       |  |  |                               |  |  |                                |  |
|                                           |                                        | 14. Giorgio Federico II di Solms-Sonnenwalde        | 28. Enrico Guglielmo di Solms-Sonnenwalde           |  |  |       |  |  |                               |  |  |                                |  |
|                                           |                                        | 14. Giorgio Federico II di Solms-Sonnenwalde        | 28. Enrico Guglielmo di Solms-Sonnenwalde           |  |  |       |  |  |                               |  |  |                                |  |
|                                           |                                        | 14. Giorgio Federico II di Solms-Sonnenwalde        | 29. Maria Maddalena di Oettingen-Oettingen          |  |  |       |  |  |                               |  |  |                                |  |
| 7. Sofia Albertina di Solms-Sonnenwalde   |                                        | 14. Giorgio Federico II di Solms-Sonnenwalde        |                                                     |  |  |       |  |  |                               |  |  |                                |  |
|                                           |                                        | 15. Anna Sofia di Anhalt-Bernburg                   | 30. Cristiano II di Anhalt-Bernburg                 |  |  |       |  |  |                               |  |  |                                |  |
|                                           |                                        | 15. Anna Sofia di Anhalt-Bernburg                   | 30. Cristiano II di Anhalt-Bernburg                 |  |  |       |  |  |                               |  |  |                                |  |
|                                           |                                        | 15. Anna Sofia di Anhalt-Bernburg                   | 31. Eleonora Sofia di Schleswig-Holstein-Sonderburg |  |  |       |  |  |                               |  |  |                                |  |
|                                           |                                        | 15. Anna Sofia di Anhalt-Bernburg                   |                                                     |  |  |       |  |  |                               |  |  |                                |  |